# Ломинога, Владимир Михайлович
Владимир Михайлович Ломинога (1936 — 2020) — советский работник сельского хозяйства, рисовод и кукурузовод, Герой Социалистического Труда.

## Биография
Родился 16 декабря 1936 года в поселке Юловский Сальского района Ростовской области.
Трудовую деятельность начал в мае 1952 года трактористом в конезаводе имени С. М. Буденного. С 1967 года, после реорганизации конезавода, работал механизатором рисосовхоза «Северный» Сальского района — звеньевым по выращиванию риса, затем возглавлял кормодобывающее звено. После того, как в 1976 году Ломинога возглавил кукурузоводческое звено, урожайность кукурузы в хозяйстве, до того составлявшая 22 центнера с гектара, выросла сначала до 50 центнеров, а затем и до 110—115 центнеров с гектара. За годы одиннадцатой пятилетки (1981—1985 годы), применяя передовые методы выращивания кукурузы на зерно, его звено получало в среднем по 106 центнеров с гектара в сухом зерне, что было значительно выше показателей не только по хозяйству, но и по всей области. На протяжении четырёх лет подряд за получение рекордных урожаев кукурузы звено завоевало областной переходящий приз «Золотой початок».
После выхода на пенсию отдыхал. Торжественно отмечалось его 75-летие.

## Награды
- Указом Президиума Верховного Совета СССР от 29 августа 1986 года за выдающиеся производственные достижения, успешное выполнение заданий одиннадцатой пятилетки и социалистических обязательств и проявленную трудовую доблесть Ломиноге Владимиру Михайловичу присвоено звание Героя Социалистического Труда с вручением ордена Ленина и золотой медали «Серп и Молот».
- Также награждён орденами Октябрьской Революции и Трудового Красного Знамени, многими медалями.
- Лауреат Государственной премии СССР (1984).
- Почетный гражданин города Сальска и Сальского района (2005).
- Почетный работник агропромышленного комплекса Ростовской области (2006).[4]